# Simone Cavelli
Simone Cavelli (Asti, 22 dicembre 1974) è un aviatore italiano, noto per aver ricoperto il ruolo di solista nella pattuglia acrobatica nazionale italiana Frecce Tricolori.

## Biografia
Simone Cavelli, in codice aeronautico già "PONY 4" e "PONY 7", entrato in Accademia Aeronautica nel 1993 con il corso “Pegaso IV”, e proveniente dal 154º Gruppo del 6º Stormo Gruppo Caccia Bombardieri e Ricognitori (dove consegue la "Combat readiness" sul velivolo Panavia Tornado IDS), nel 2003 viene assegnato alla Pattuglia acrobatica nazionale (P.A.N).
Ha ricoperto il ruolo di "PONY 10" Solista del 313º Gruppo Addestramento Acrobatico, meglio conosciute come Frecce Tricolori, che per definizione è il “virtuoso” della pattuglia acrobatica, titolo che deteneva dal 2008, quando viene ufficialmente nominato solista, fino al 2010, al termine del quale lascia le "redini" al Capitano Fabio Capodanno.
Recentemente promosso a grado di maggiore, Cavelli appartiene a quella schiera di piloti definiti "combat ready", infatti possiede un'esperienza di oltre 2350 ore di volo su velivoli caccia, inoltre possiede l'abilitazione ad una varia serie velivoli, SIAI-Marchetti S.208AM, SIAI-Marchetti SF-260, Cessna T-37 Tweet, Northrop T-38 Talon, Panavia Tornado IDS, Aermacchi MB-339A.